# Nuwara Eliya
Nuwara Eliya (singalsko නුවර එළිය, tamilsko நுவரேலியா) je mesto v hriboviti pokrajini Osrednje pokrajine na Šrilanki. Ime mesta pomeni »mesto na planoti« ali »mesto svetlobe«. Mesto je upravno središče okrožja Nuwara Eliya s slikovitim pokrajinskim in zmernim podnebjem (najhladnejšem v državi). Leži na nadmorski višini 1868 m in velja za najpomembnejši kraj za proizvodnjo čaja na Šrilanki. Mesto se spogleduje s Pidurutalagalo (2524 m), najvišjo goro na Šrilanki.

## Zgodovina
Mesto je ustanovil Samuel Baker, odkritelj Albertovega jezera in raziskovalec Nila leta 1846. Podnebje Nuwara Eliya je omogočilo, da je postalo glavno zatočišče britanskih javnih uslužbencev in plantažnikov na Cejlonu. Nuwara Eliya, ki se imenuje tudi Little England (Mala Anglija), je bil prostor za umik, kjer so lahko britanski kolonialisti prirejali svoje zabave, kot so lov na lisice, jelene, slone in igrali polo, golf in kriket.
Čeprav so mesto v 19. stoletju ustanovili Britanci, ga danes obiskujejo domači popotniki, še posebej v aprilu, v sezoni cvetja, dirk ponijev, kolesarjev in avto rally.
Veliko stavb ohranja značilnosti iz kolonialnega obdobja, kot so Queen's Cottage, General's House, Grand Hotel, Hill Club, St Andrew's Hotel in Town Post Office. Novi hoteli so pogosto zgrajeni in opremljeni v kolonialnem slogu. Obiskovalci mesta lahko v svoji nostalgiji preteklih dni uživajo z obiskom znamenitih stavb. Mnogi zasebni domovi vzdržujejo svoje stare angleške parke in vrtove.
- Slap v okolici Nuwara Eliya
- Zemljevid Nuwara Eliya, ca 1914

## Podnebje
Zaradi svoje visokogorske lege ima Nuwara Eliya subtropsko hribovsko podnebje Köppnova podnebna klasifikacija Cfb) , ki nima izrazite suhe sezone, monsunu podobne oblačne sezone s povprečno letno temperaturo 16 °C.
V zimskih mesecih lahko ponoči zmrzuje, vendar se čez dan zaradi visokega sončnega kota hitro segreje.

## Demografija
Večina prebivalstva mesta Nuwara Eliya so Singalci. Obstajajo precejšnje skupnosti, ki pripadajo drugim etničnim skupinam, kot so indijski Tamilci in šrilanški Tamilci.
| narodnost (2012)                    | Prebivalstvo |
| ----------------------------------- | ------------ |
| Singalci                            | 19.157       |
| Šrilanški Tamilci                   | 9.557        |
| Indijski Tamilci                    | 9.101        |
| Šrilanški Mavri                     | 4.629        |
| Drugi (Burgerji, Šrilanški Malajci) | 606          |
| Skupaj                              | 43.050       |

Source: statistics.gov.lk

## Praznovanja
Mesto zares živi v aprilu za singalsko in tamilsko novo leto. V tem obdobju je težko najti nastanitev v regiji. Praznična sezona se prične 1. aprila na slavnosten način. Sodelujejo predvsem razne skupine, v katerih so vse lokalne šolske skupine.
Med glavnimi znamenitostmi v aprilu so motorne in konjske dirke. Avtomobilske dirke se pričnejo z Mahagastotto in Radella Hill Climbs, ki so jih prvič organizirali leta 1934. Cestna dirka Nuwara Eliya in 4X4 Lake cross na robu jezera Gregory privabijo dober delež navdušencev. Stranke se zbirajo v hotelih, sezona pa doseže vrhunec v devetih furlong (1/8 milje ali 201 m) za guvernerjev pokal na turnirju Nuwara Eliya, turnirjih golfa v golf klubu Nuwara Eliya in cvetlični razstavi ob koncu meseca.

## Zanimivosti
Zanimivosti mesta so igrišče za golf, potoki s postrvmi, park Victoria ter čolnarjenje ali ribolov na jezeru Gregory. Park Victoria je privlačna in dobro uporabljena oaza. Za opazovalce ptic je priljubljen v tišjih časih zaradi dobrih možnosti za opazovanje vrst, zlasti indijskega modrega muharja (Larvivora brunnea), pisanega drozga (Geokichla wardii) ali luskastega drozga (Zoothera dauma), ki se skriva v bolj gostem podrastju. Kašmirski muhar (Ficedula subrubra) je še ena privlačna vrsta ptic v parku.
Narodni park Galway's Land je majhen park, ki se nahaja znotraj meja mesta Nuwara Eliya. 27. maja 1938 je bil določen kot zavetišče za prosto živeče živali, 18. maja 2006 pa povišan v status narodnega parka. Park je pomemben ohranitev montanskih ekosistemov . Ornitološka skupina Šrilanke meni, da sta park Victoria v Nuwara Eliya in Galway's Land dve najpomembnejši lokaciji za ptice na Šrilanki. Slednja ima okoli 20 redkih vrst ptic selivk in 30 avtohtonih vrst. Poleg avifaune ima park dragocene cvetne vrste domačega in tujega izvora.
Mesto je izhodišče za obisk narodnega parka Horton Plains. To je ključno območje divjih živali odprtih travnatih gozdov. Vrste, ki jih najdemo tukaj so leopard, jelen sambar (Rusa unicolor) in endemični vijolično-sivi langur (Trachypithecus vetulus). Endemične visokogorske ptice so modri muhar (Eumyias sordidus), šrilanška belooka ptica pevka (Zosterops ceylonensis) in rumeno-uhati bulbul (Pycnonotus penicillatus). Tu je tudi dobro obiskana turistična znamenitost World's End – navpična stena visoka okoli 1200 m. Ob poti so slikoviti slapovi Baker's Falls. Obiski zgodaj zjutraj so najboljši, tako za opazovanje prosto živečih živali kot za ogled World's Enda, preden megle zaprejo pokrajino.
Ena od značilnosti pokrajine Nuwara Eliya je razširjeno gojenje zelenjave, sadja in cvetja, kar je povezano z zmerno Evropo. Ta "Mala Anglija" je pokrita s terasami, na katerih rastejo krompir, korenje, por in vrtnice, prepletene s čajnimi grmi na strmih pobočjih.
Počasno rastoče čajne grmovnice tega visokogorskega območja dajejo nekatere najboljše črne  čaje na svetu orange pekoe. Okoli Nuwara Eliya je več predelovalnic čaja, ki ponujajo vodene oglede in priložnost za nakup njihovih izdelkov.
Lovers Leap je spektakularen slap, ki se nahaja med plantažami čaja, oddaljen le kratek sprehod iz mesta Nuwara Eliya. V dolgem kaskadnem curku vode pada 30 m v globino. Poimenovan naj bi bil po mladem paru, ki se je odločil, da se bo zvezal za večno, tako da je skočil s skale v smrt.

## Drugo
Nagrobnik majorja Thomasa Williamsa Rogersa (vladni agent za okrožje Badulla) je v kotu igrišča za golf. Zloglasen je po tem, ker je ustrelil, najmanj 1400 divjih slonov . Ljudski glas v Nuwara Eliya pravi, da vsako leto njegov nagrobnik udari strela zaradi njegovega velikega greha. Ta prostor ni odprt za obiskovalce.
Hindujski tempelj Seetha Kovil (Hanuman Kovil) je na poti do mesta Nuwara Eliya, blizu botaničnega vrta Hakgala. Tempelj je v vasi imenovani Seetha Eliya. Območje je povezano z zgodbo Ramajane v hinduizmu. Legenda pravi, da je mogočni kralj Ravana ugrabil princeso Seeto, ki je bila kraljica Rame in jo skril tam, kjer je zdaj tempelj.
Cerkev Svete Trojice na cerkveni cesti je cerkev, ki stoji na starem pokopališču. Večina nagrobnikov ima na njem britanska imena.

## Pobratena mesta
| država   | mesto       | regija                                  | od   |
| -------- | ----------- | --------------------------------------- | ---- |
| Kitajska | Jongdžov    | Hunan                                   | 2009 |
| Japonska | Udži, Kjoto | Kansai                                  | 1986 |
| Rusija   | Vidnoje     | [[Moskovska oblast\|]] Moskovska oblast |      |